# Уметничка галерија Крушевац
Уметничка галерија Крушевац је званично отворена постављањем прве изложбе 27. јануара 1962. Има преко сто квадратних метара изложбеног простора организованог у пет просторија адекватних за потребе излагања, прикупљања уметничких дела и проучавања значајних уметничких појава у земљи, као и уметности која је настала на подручју Крушевца и региона.

## Историја
Зграда уметничке галерије је изграђена 1929. године и првобитно је била породична кућа познатог трговца Љотића. Године 1961. је реновирана да би годину дана касније била отворена као галеријски простор у склопу Народног музеја Крушевац. Архитектура одговара укусу најбогатијег слоја Крушевљана између два светска рата, у складу са тим фасада је украшена орнаментима и арабескама, а на кровном делу доминира рељеф дечака који седи. Од тренутка оснивања зграде, Уметничка галерија ради у склопу музеја, затим као самостална установа од 1971. до 1991. године и од тада у саставу Народног музеја Крушевац. Зграда уметничке галерије, породична кућа са почетка 20. века са пратећим објектима у дворишном делу, је проглашену за културно добро од изузетног значаја. Град Крушевац је зграду откупио 1984. године за потребе Уметничке галерије.